# 圣让德贡维尔
圣让德贡维尔（法語：Saint-Jean-de-Gonville，法語發音：[sɛ̃ ʒɑ̃ də ɡɔ̃vil]）是法国安省的一个市镇，位于该省东北部，属于热克斯区。

## 地理
圣让德贡维尔（46°12'46"N, 5°57'7"E）面积12.36 平方千米，位于法国奥弗涅-罗讷-阿尔卑斯大区安省，该省份为法国东部省份，北起汝拉省，西北接索恩-卢瓦尔省，西接罗讷省和里昂大都会，南至伊泽尔省，东与萨瓦省、上萨瓦省和瑞士接壤。
与圣让德贡维尔接壤的市镇（或旧市镇、城区）包括：谢泽里－福朗、佩龙、图瓦里、达尔达尼。

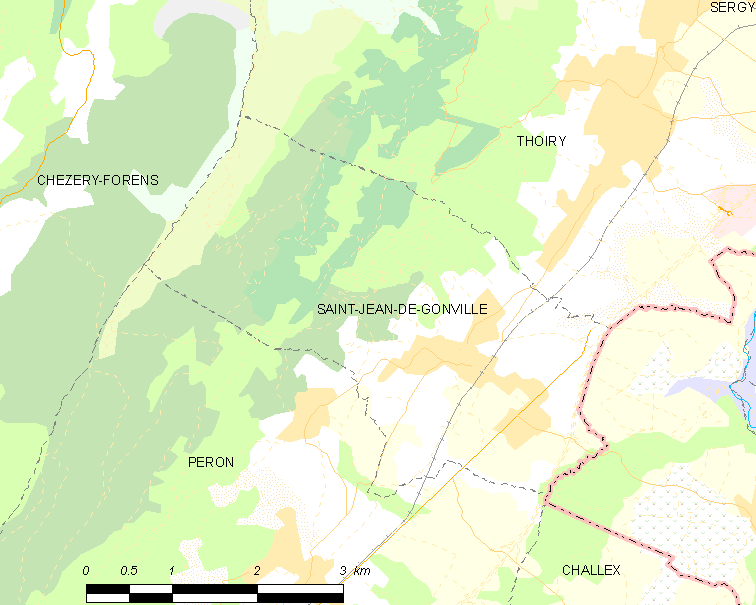
圣让德贡维尔的OSM定位图

圣让德贡维尔的时区为UTC+01:00、UTC+02:00（夏令时）。

## 行政
圣让德贡维尔的邮政编码为01630，INSEE市镇编码为01360。

## 政治
圣让德贡维尔所属的省级选区为图瓦里县。

## 人口

1962-2008年间圣让德贡维尔人口变化图示

圣让德贡维尔于2022年1月1日时的人口数量为2042人。